# Артёмов, Артём Александрович
Артём Александрович Артёмов (род. 17 января 1997, Петропавловск-Камчатский) — российский хоккеист, нападающий.

## Биография
Занимался в московских школах «Радуга», ЦСКА (2006—2007), «Крылья Советов» (2007—2009, 2011—2013), «Спартак» (2010—2011).
Дя игры в МХЛ 17-летний Артёмов был слишком молод и по совету Игоря Ларионова начинал играть в низших североамериканских лигах за команды «Чикаго Стил» (USHL, 2013/14) и «Сагино Спирит» (OHL, 2014/15 — 2015/16). 1 мая 2016 года подписал двухлетнее соглашение с ХК «Сибирь». Провёл за это время 41 матч в КХЛ и 35 — в МХЛ за «Сибирских снайперов». 1 мая 2018 покинул «Сибирь» и на следующий день подписал однолетний двусторонний контракт с «Динамо» Минск. Сыграл 10 матчей в КХЛ и 9 ноября 2018 был переведён в фарм-клуб «Шахтёр» Солигорск из чемпионата Беларуси. 9 января 2019 контракт был расторгнут, и на следующий день Артёмов перешёл в клуб ВХЛ «Лада» Тольятти. 13 ноября 2021 года был обменян в «Металлург» Новокузнецк. В сезоне-2022/23 выступал за «Буран» и АКМ.